# Cobra de Pugatxov

Esquema de la maniobra aèria coneguda com la cobra de Pugatxov

La cobra de Pugatxov és una acrobàcia aèria que consisteix a aixecar el morro de l'avió fins a formar un angle de 120º reduint dràsticament la velocitat en pocs segons però sense perdre alçada. El primer pilot que la va executar va ser Víktor Pugatxov l'any 1989 durant el Paris Air Show de Le Bourget.
Encara que hi ha diverses aeronaus que poden realitzar la maniobra (F-22 Raptor, Eurofighter Typhoon, Dassault Rafale, MiG-29, MiG-35, PAK FA, Su-27), són els caces russos Su-27 o superiors els que més ben capacitats estan per fer-ho, ja que van ser dissenyats per tenir una alta maniobrabilitat i suportar amplis angles d'atac. Per assolir l'objectiu calen toveres vectorials (que poden pivotar) i uns motors de gran potència.
Sembla que aquesta maniobra podria tenir aplicacions útils en combat a poca distància. Teòricament podria servir per evitar míssils o per llançar un atac en una direcció inesperada per a l'objectiu, però la reducció de velocitat deixa l'avió en una posició molt vulnerable.